# Palkovics Imre (pap)
Palkovics Imre (Deménd, Hont vármegye, 1704. október 23. – Buda, 1759. augusztus 15.) bölcseleti és teológiai doktor, Jézus-társasági áldozópap és tanár.

## Élete
1722-ben lépett a rendbe; 1732-től Nagyszombatban teológus volt; tanította az etikát Kassán, a bölcseletet három évig Kolozsvárt, a teológiát Egerben, Kassán, Nagyszombatban és Grazban, az egyházjogot Egerben, végül a dogmatikát Kassán; mindezen helyeken egyszersmind egyházi szónok is volt.

## Művei
- Dissertatio commentario de Sacra Regni Hungariae Corona praemisso, de libri autore et ejus illustri familia. Tyrnaviae, 1732
- Idea christiani militis in Godefredo Bullionio Hierosolymae expugnatore, carmine epico expressa, ac honori ... neobaccalaureorum, dum in academia Claudiopolitana promotore ... prima aa. ll. & philos. laurea donarentur, anno 1742. dicata a poetis Claudiopolitanis. Claudiopoli
- Traditiones ecclesiasticae studio et opera petri Annati collectae ... promotore ... Uo. 1746